# Кимпень
Кимпень, Кимпені (рум. Câmpeni) — місто у повіті Алба в Румунії. Адміністративно місту підпорядковані такі села (дані про населення за 2002 рік):
- Бончешть (151 особа)
- Борлешть (100 осіб)
- Ботешть (139 осіб)
- Валя-Бістрій (375 осіб)
- Валя-Каселор (113 осіб)
- Вирші (184 особи)
- Дендуц (89 осіб)
- Дрік (121 особа)
- Дялу-Бістрій (113 осіб)
- Дялу-Капсей (263 особи)
- Коаста-Вискулуй (99 осіб)
- Моторешть (90 осіб)
- Міхоєшть (197 осіб)
- Песте-Валя-Бістрій (41 особа)
- Подурі (130 осіб)
- Сорліца (28 осіб)
- Томушешть (58 осіб)
- Фаца-Абрудулуй (150 осіб)
- Флорешть (173 особи)
- Фурдуєшть (155 осіб)
- Чертедже (73 особи)

Місто розташоване на відстані 320 км на північний захід від Бухареста, 51 км на північний захід від Алба-Юлії, 62 км на південний захід від Клуж-Напоки.

## Населення
За даними перепису населення 2002 року у місті проживали 8080 осіб.
Національний склад населення міста:
| Національність            | Кількість осіб | Відсоток |
| ------------------------- | -------------- | -------- |
| румуни                    | 7810           | 96,7%    |
| цигани                    | 248            | 3,1%     |
| угорці                    | 14             | 0,2%     |
| німці                     | 4              | < 0,1%   |
| італійці                  | 2              | < 0,1%   |
| не вказали національність | 2              | < 0,1%   |

Рідною мовою назвали:
| Мова       | Кількість осіб | Відсоток |
| ---------- | -------------- | -------- |
| румунська  | 8045           | 99,6%    |
| циганська  | 25             | 0,3%     |
| угорська   | 7              | 0,1%     |
| італійська | 2              | < 0,1%   |
| німецька   | 1              | < 0,1%   |

Склад населення міста за віросповіданням:
| Релігія                                       | Кількість осіб | Відсоток |
| --------------------------------------------- | -------------- | -------- |
| православні                                   | 7790           | 96,4%    |
| греко-католики                                | 120            | 1,5%     |
| баптисти                                      | 67             | 0,8%     |
| п'ятдесятники                                 | 59             | 0,7%     |
| римо-католики                                 | 15             | 0,2%     |
| не релігійні                                  | 5              | 0,1%     |
| лютерани                                      | 4              | < 0,1%   |
| реформати                                     | 3              | < 0,1%   |
| адвентисти                                    | 3              | < 0,1%   |
| унітарії                                      | 3              | < 0,1%   |
| лютерани (Синодально-пресвітеріанська церква) | 3              | < 0,1%   |

## Відомі люди
- Валеріан Тріфа (1914—1987) — єпископ Православної церкви в Америці, архієпископ Детройтський і Румунський.